# 鳥取町 (北海道)
鳥取町（とっとりちょう）は、かつて北海道釧路郡に存在した町である。明治初期に鳥取県の士族たちによって開拓された歴史を持つ。町内には鳥取神社もある。

## 沿革
- 1923年（大正12年）4月1日 - 北海道二級町村制の施行により、釧路郡鳥取村が発足する。
- 1933年（昭和8年）5月1日 - 北海道一級町村制を施行。
- 1943年（昭和18年）6月9日 - 町制施行して、釧路郡鳥取町となる。
- 1949年（昭和24年）10月10日 - 釧路市に編入する。